# エナメルを塗った魂の比重 鏡稜子ときせかえ密室
『エナメルを塗った魂の比重 鏡稜子ときせかえ密室』（エナメルをぬったたましいのひじゅう かがみりょうこときせかえみっしつ）は、2001年に刊行された佐藤友哉の小説。

## 概要
フリッカー式の10年前を描いた作品。ある学校で起きた殺人事件と、それに対する少女たち、前作に登場した突き刺しジャックが生まれた経緯を描く。鏡家サーガの第二作目。

## 登場人物

### 私立鷹乃羽高校二年B組
山本 砂絵
本作の主人公の一人。1992年、突然人肉しか食べられなくなる。
香取 羽美
普段はいたって平凡な女子高生。しかし、コスプレの趣味がある。自分の今の境遇に満足していない。
鏡 稜子
鏡家の次女。前作で予言能力があることが明かされている。
古川 千鶴
内向的な少女。実母が元夫の倉坂を殺害したため、クラスメイトから壮絶ないじめを受けている。
中村 弘
古川をいじめている男子。
石渡 淳太
古川をいじめている男子。冷静な性格。
田沢 公博
古川をいじめている男子。不良で、メンソール入りの煙草を吸っている。
島田 司
古川をいじめている男子。中村・石渡・田沢のパシリにされている。1996年7月3日、密室状態の図工室で殺害される。
相葉
男子。香取の片想い相手。
秋川
古川をいじめている女子。
藤木
古川をいじめている女子。クラスの女子の中では最大の権力を持つ存在。
須川 綾香
1996年7月3日、このクラスに転校してきた。全てをそつなくこなす香取曰く｢完璧｣。

### 里香関係者
王田 克秋
仕事の途中で葉山里香を保護している男。仕事は不明だが表の仕事ではないことは確か(この話の最後に職業がわかる)。ヘビースモーカー。
葉山 里香
1996年6月29日、キャンプに行ったときに自分の分身に殺されかけ、目流川に全裸で浮かんでいたところを王田に保護される。
浦野 宏美
葉山の同級生。葉山とキャンプに行った。実は王田の仕事は彼女に関することだった。
森口 博絵
葉山の先輩。葉山とキャンプに行った。
堀井 良子
葉山の同級生。葉山とキャンプに行った。

### その他
倉坂 祐介
山本の父の友人の友人の息子に当たる外科医。古川千鶴の実父。山本の拒食症を治療するよう山本の父に頼まれる。病院で死んだ者の肉を山本に食べさせていた。1992年、元妻の古川美恵子に刺殺される。
古川 美恵子
倉坂祐介の元妻で、古川千鶴の実母。1992年、倉坂を殺害。
宝仙 青威
香取のコスプレ仲間。
有川 亜栗鼠
香取のコスプレ仲間。7月2日、山本に殺害されて食われる。
ゴボウ顔の刑事
7月6日逮捕されかけた山本を、上司の警官を殺害してまで何故か逃がした。

## 用語
倉坂総合病院
札幌市内にある病院。倉坂が勤めていた。エレベーターの2階と6階のボタンを同時に押すと、地下にある謎の部屋に行くことができる。そこでは、病院の院長倉坂喜一と代議士香取晋太郎(香取の父)によって件作成が行われていた。実は、私立鷹乃羽高校二年B組の生徒42人中28人は件として作られた者で、予言能力を持つものも数人存在する。また、予言以外の奇異な能力を持つ者も存在する。

## 書誌情報
2001年12月に講談社ノベルスより刊行された。カバー折り返しに書かれたキャッチコピーは、「そんな目で本書を見ないで下さい。」。冒頭のエピグラフはロックバンドSUPERCARの曲「(Am I) confusing you?」（アルバム『スリーアウトチェンジ』などに収録）より。
講談社ノベルス版のカバーは初めは写真が使われていたが、増刷分より笹井一個のイラストに変更された。台湾版・韓国版の表紙にもこのイラストが使われている。
講談社文庫版は大幅な修正がなされている。表紙は笹井一個による新規描き下ろしイラストである。文庫化にあたって、講談社文庫のPR誌『IN★POCKET』2007年9月号の「もうひとつのあとがき」コーナーに著者本人の「文庫化について真剣に考えてみたけれど」が掲載された。
国内
- エナメルを塗った魂の比重 鏡稜子ときせかえ密室
  - 講談社 講談社ノベルス、2001年12月、ISBN 978-4-06-182210-8 - 帯の推薦文：上遠野浩平
  - 講談社 講談社文庫、2007年9月、ISBN 978-4-06-275832-1 - 解説：上遠野浩平

台湾
- 搪瓷靈魂的比重──鏡稜子與變裝密室（尖端出版 浮文字、2006年4月、ISBN 978-9-57-103207-8） - 翻訳：陳君怡、表紙に「鏡家事件系列02」とある。

韓国
- 에나멜을 바른 혼의 비중-카가미 료코와 변화하는 밀실（鶴山文化社 ファウストノベルズ、2007年7月、ISBN 978-8-95-299197-3）- 翻訳：チュ・ジノン
  - 発売4カ月後の2007年11月に、韓国刊行物倫理委員会により「19歳未満購入禁止」に指定された。[1]